# Tempel-Synagoge (Krakau)

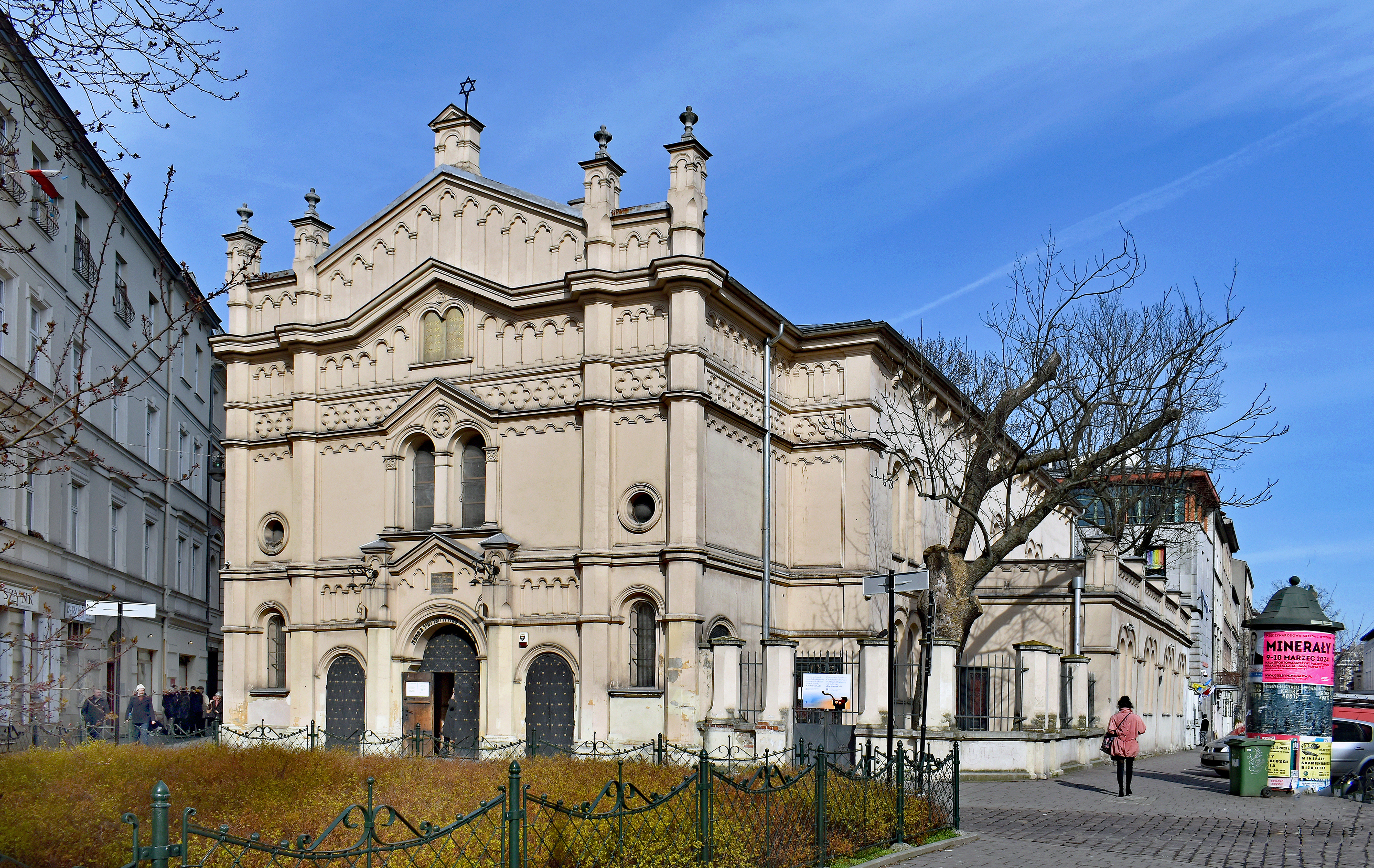
Tempel-Synagoge in Krakau (2024)

Die Tempel-Synagoge (polnisch Synagoga Tempel) ist eine Synagoge im Stadtteil Kazimierz der polnischen Stadt Krakau. Der Bau wurde im maurischen Stil nach Plänen von Ignacy Hercok von 1860 bis 1862 entlang der Miodowa-Straße erbaut. Der Bau steht unter Denkmalschutz.

Als Vorbild diente der Wiener Leopoldstädter Tempel, denn Krakau gehörte damals zu Österreich-Ungarn. Der Leopoldstädter Tempel diente auch als Vorbild für zahlreiche weitere europäische Synagogen im orientalischen Stil, so die Zagreber Synagoge, die Spanische Synagoge in Prag und der Choral-Tempel in Bukarest.

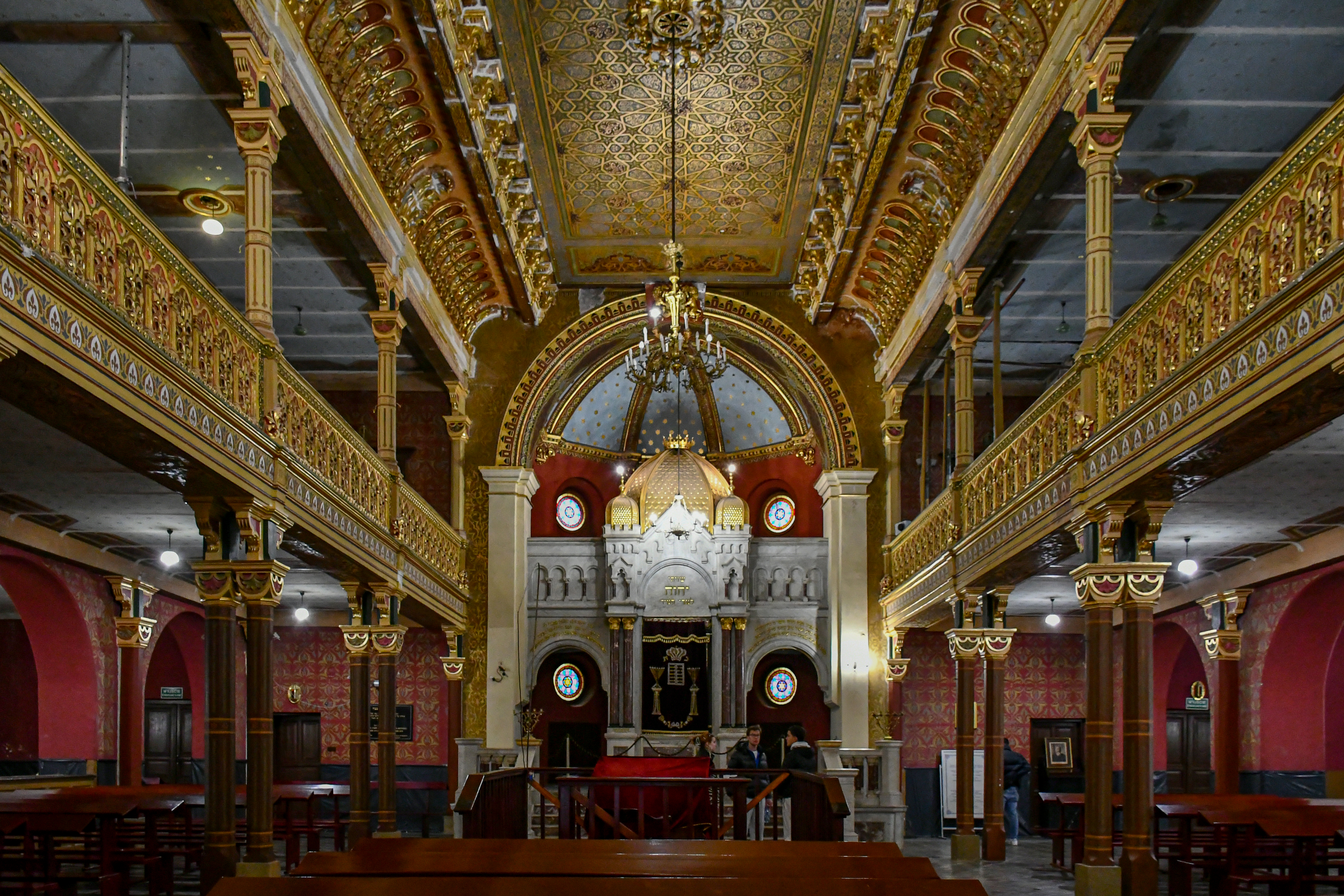
Innenaufnahme
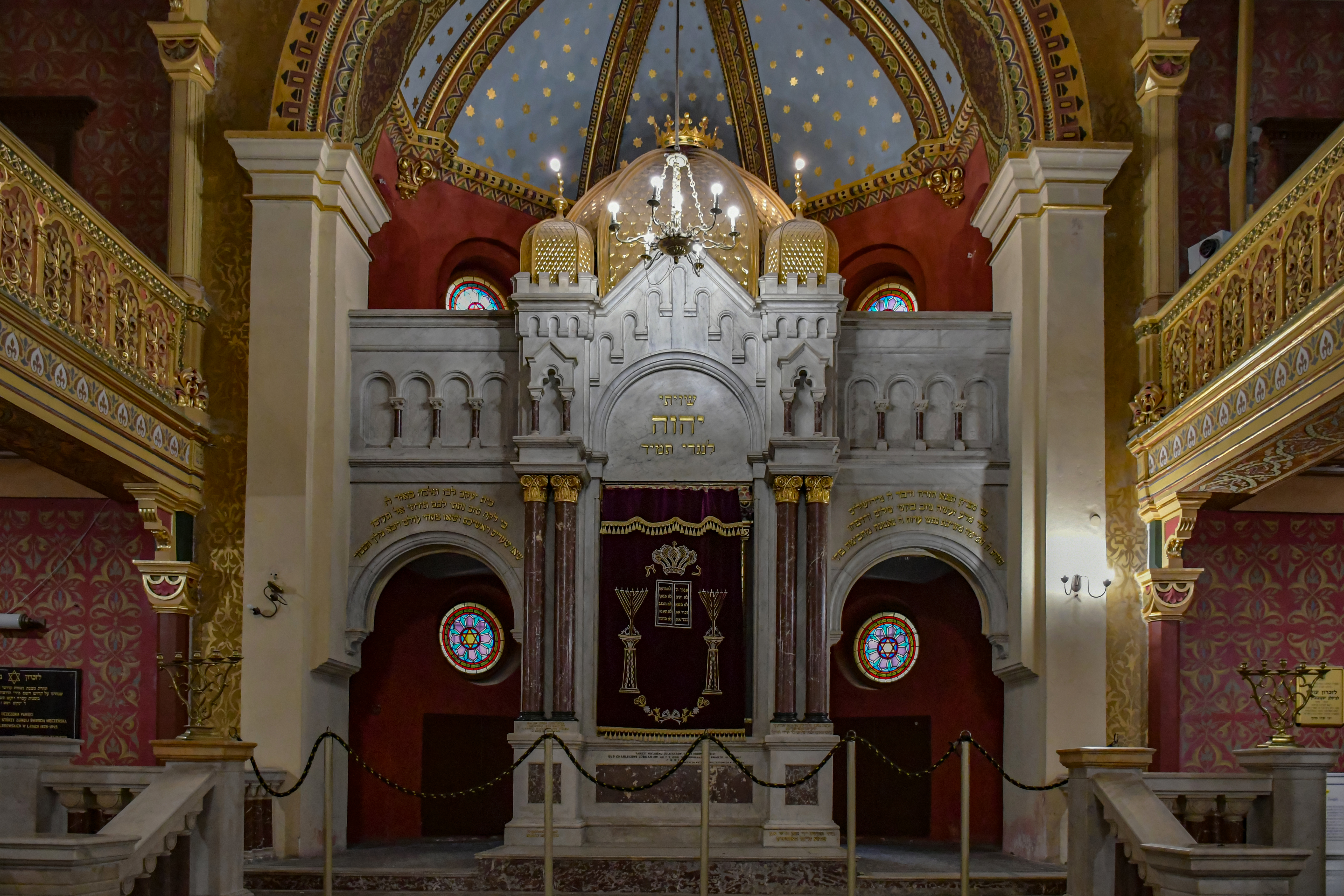
Toraschrein